# Nizozemsko na Letních olympijských hrách 1920
Nizozemsko na Letních olympijských hrách 1920 v belgických Antverpách reprezentovala výprava 130 sportovců, z toho 129 mužů a 1 žena v 15 sportech.

## Medailisté
| Medaile | Jméno | Sport             | Disciplína             |
| ------- | --- | ----------------- | ---------------------- |
| Zlato   | Piet de Brouwer Joep Packbiers Janus Theeuwes Driekske van Bussel , Jo van Gastel Tiest van Gestel Janus van Merrienboer Theo Willems                                                               | Lukostřelba       | Družstvo mužů          |
| Zlato   | Maurice Peeters | Cyklistika        | Muži 1 000 m sprint    |
| Zlato   | Cornelis Hin Frans Hin Johan Hin | Jachting          | Muži třída Dinghy      |
| Zlato   | Berend Carp Joop Carp Petrus Wernink | Jachting          | Muži třída 6½ m        |
| Stříbro | Wilhelmus Bekkers Johannes Hengeveld Sytse Jansma Henk Janssen Antonius van Loon Willem van Loon Marinus van Rekum Willem van Rekum                                                                 | Přetahování lanem | Družstvo mužů          |
| Stříbro | Petrus Beukers Arnoud van der Biesen | Jachting          | Muži třída Dinghy      |
| Bronz   | Piet Ikelaar | Cyklistika        | Muži 50 km             |
| Bronz   | Frans de Vreng Piet Ikelaar | Cyklistika        | Muži 2 000 m tandem    |
| Bronz   | Arie de Jong | Šerm              | Muži šavle jednotlivci |
| Bronz   | Arie de Jong Louis Delaunoij Jetze Doorman Willem van Blijenburgh Jan van der Wiel Henri Wijnoldij-Daniëls Salomon Zeldenrust                                                                       | Šerm              | Muži šavle družstvo    |
| Bronz   | Arie Bieshaar Leo Bosschart Evert Bulder Jaap Bulder Jan de Natris Harry Dénis Ber Groosjohan Frits Kuipers Dick MacNeill Henk Steeman Jan van Dort Oscar van Rappard Ben Verweij Felix von Heijden | Fotbal            | Turnaj mužů            |